# Літні юнацькі Олімпійські ігри 2010
1°16′59″ пн. ш. 103°51′00″ сх. д. / 1.283° пн. ш. 103.85° сх. д.
Літні юнацькі Олімпійські ігри 2010, офіційно відомі як I літні юнацькі Олімпійські ігри (2010 Summer Youth Olympics), відбулися у Сінгапурі з 14 серпня по 26 серпня 2010 року.
Це був перший схвалений Міжнародним олімпійським комітетом захід, проведений у Південно-Східній Азії.
В Іграх взяли участь близько 3600 спортсменів віком від 14 до 18 років із 204 країн, які змагалися в 201 змаганні у 26 видах спорту. Найуспішнішою нацією був Китай, слідом за яким іде Росія; представники господарів змагань Сінгапуру не виграли жодної золотої медалі. На юнацьких Іграх 2010 року вперше в історії Олімпійських ігор змагалися змішані команди національних олімпійських комітетів (скор. НОКів), що складалися з молоді з різних країн.

## Змагання

### Бокс
- Бокс на літніх юнацьких Олімпійських іграх 2010

Збірна України була представлена лише двома спортсменами, які залишилися без нагород.